# Đorđe Jovanović (general)
Đorđe Jovanović, srbski general, * 18. maj 1890, † 1964.

## Življenjepis
Kot avstro-ogrski stotnik je sodeloval v prvi svetovni vojni. Po koncu vojne je prestopil v VKJ, kjer je ob izbruhu aprilske vojne bil brigadni general. Med letoma 1941 in 1945 je bil v italijanskem in nemškem vojnem ujetništvu; v ujetništvu se je opredelil za NOVJ. 
Maja 1945 se je vrnil v Jugoslavijo in bil dodeljen Poveljstvu JVL; upokojen je bil leta 1952.